# Úherce (district de Louny)
Pour les articles homonymes, voir Úherce.
Úherce (en allemand : Auhertz) est une commune du district de Louny, dans la région d'Ústí nad Labem, en République tchèque. Sa population s'élevait à 82 habitants en 2021.

## Géographie
Úherce est situé à 13 km au sud-est de Louny, à 42 km au sud d'Ústí nad Labem et à 43 km au nord-ouest de Prague.
La commune est limitée par Vrbno nad Lesy et Peruc au nord, par Klobuky à l'est et au sud-est, par Žerotín au sud-ouest, et par Panenský Týnec à l'ouest.

## Histoire
La première mention du village remonte à 1088.

## Galerie

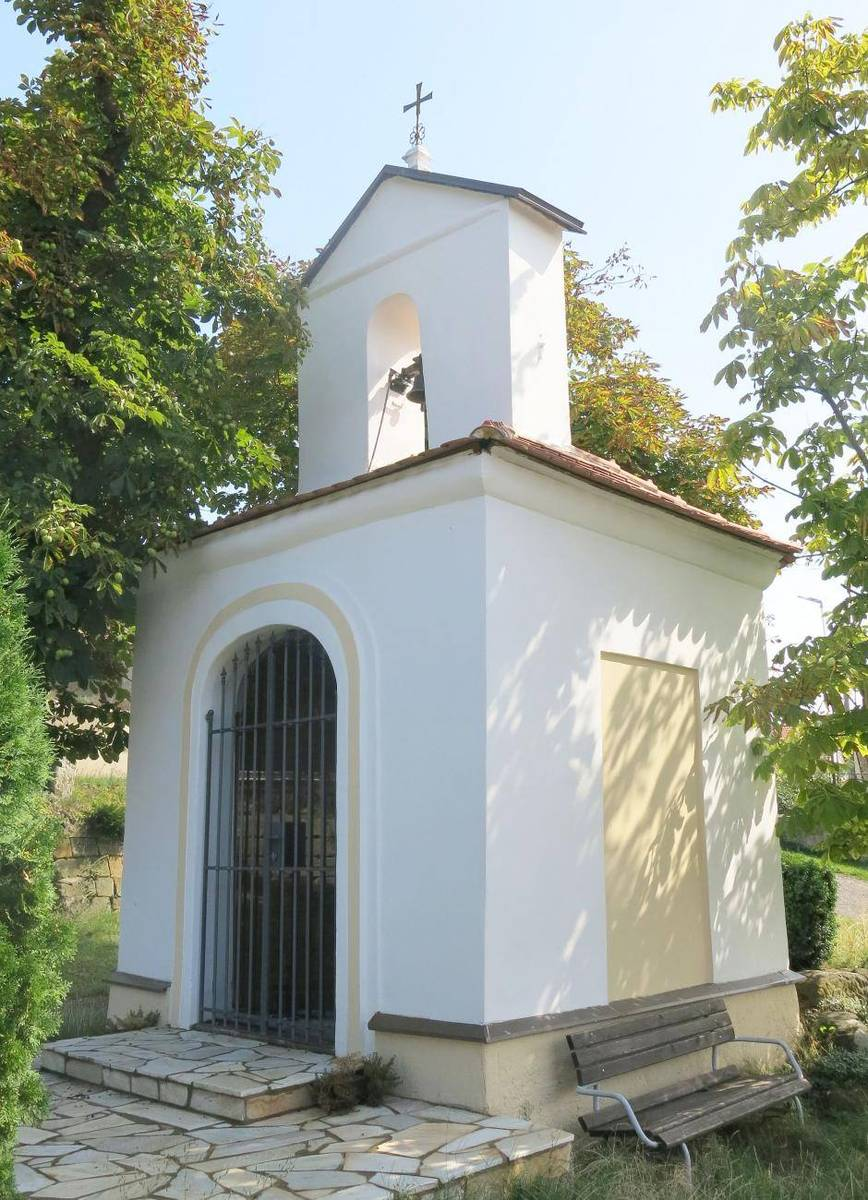
Chapelle de la Vierge Marie.
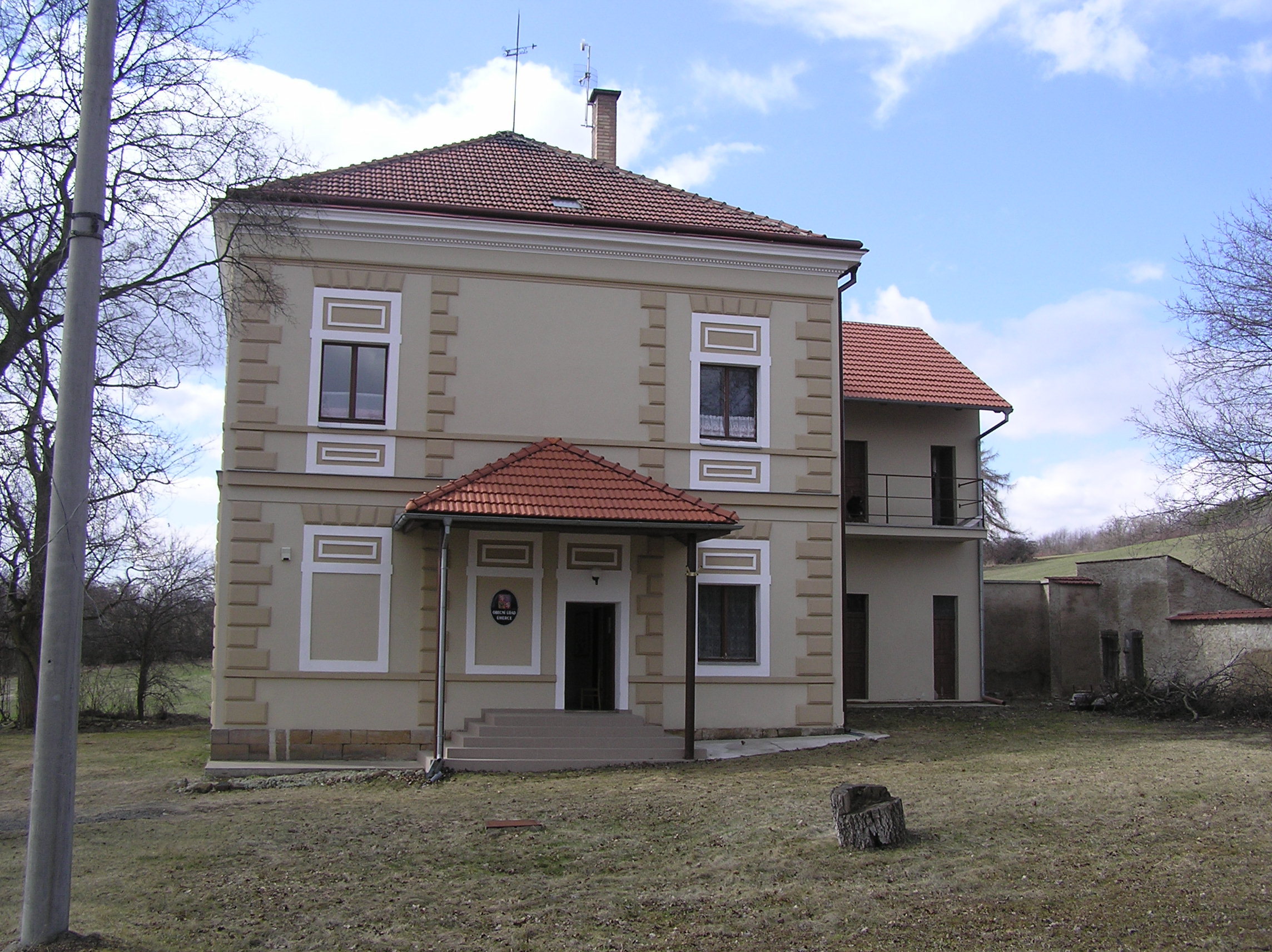
Úherce : la mairie.

## Transports
Par la route, Úherce se trouve à 15 km de Louny, à 59 km d'Ústí nad Labem et à 49 km de Prague.